# Phaeophilacris superba
Phaeophilacris superba är en insektsart som beskrevs av Lucien Chopard 1934. Phaeophilacris superba ingår i släktet Phaeophilacris och familjen syrsor. Inga underarter finns listade i Catalogue of Life.